# Jižní aš-Šarkíja
Jižní aš-Šarkíja (arabsky جنوب الشرقية‎) je ománský guvernorát nacházející se na východě země. Společně s guvernorátem Severní aš-Šarkíja vznikl v roce 2011 rozdělením regionu aš-Šarkíja. Sousedí s guvernoráty Maskat, Severní aš-Šarkíja a Al-Wustá. Sestává z pěti provincií (vilájetů): al-Kamíl val-Vafí, Džalan Baní Bú Ali, Džalan Baní Bú Hasan, Masíra, Súr.